# David Luce
Sir John David Luce, GCB, DSO & Bar, OBE (* 23. Januar 1906 in Halcombe St. Mary, Malmesbury, Wiltshire; † 6. Januar 1971 in Bath, Somerset) war ein britischer Marineoffizier der Royal Navy, der zuletzt als Admiral zwischen 1963 und 1966 Erster Seelord (First Sea Lord) war.

## Leben

### Ausbildung und Verwendungen als Seeoffizier
John David Luce war der zweite von vier Söhnen von Konteradmiral John Luce und dessen Ehefrau Mary Dorothea Tucker Luce. Einer seiner jüngeren Brüder war William Henry Tucker Luce, der unter anderem zwischen 1956 und 1960 Gouverneur der Kolonie Aden sowie von 1961 bis 1966 Resident im britischen Protektorat Bahrain war. Er trat am 15. September 1919 im Alter von dreizehn Jahren als Seekadett in die Royal Navy ein und wurde nach der Ausbildung zum Seeoffizier am Royal Naval College Dartmouth am 15. Januar 1924 zunächst zum Midshipman befördert. Nach einer Seeverwendung von Mai bis September 1926 auf dem Schlachtschiff Iron Duke erfolgte am 30. Januar 1927 seine Beförderung zum Sub-Lieutenant. Nach einer darauf folgenden Ausbildung für U-Boot-Besatzungen am Royal Naval College „HMS President“ in Greenwich sowie in Portsmouth wurde er am 3. April 1928 auf das U-Boot L23 versetzt und dort am 16. Oktober 1928 zum Lieutenant befördert, woraufhin er am 4. Oktober 1929 als Erster Offizier auf das zur 6. U-Boot-Flottille (6th Submarine Flotilla) gehörende U-Boot H49 verlegt wurde. Im Anschluss fand er vom 29. Dezember 1929 bis Januar 1930 Verwendung auf dem in der Mittelmeerflotte (Mediterranean Fleet) eingesetzten Schlachtschiff Queen Elizabeth und im Anschluss vom 5. Juli 1932 bis Juni 1933 bei der Reserve-U-Boot-Gruppe Y in Portsmouth, zu der die U-Boote L6, L22 und L52 gehörten. Danach war er vom 21. September 1933 bis November 1934 Erster Offizier auf dem zur China Station gehörenden U-Boot Osiris und besuchte zwischen dem 29. April und Juli 1935 einen U-Boot-Kommandanten-Lehrgang auf der Alecto in Portsmouth.
Nach dessen Abschluss wurde Luce am 10. August 1935 Kommandant (Commanding Officer) des zur 6. U-Boot-Flottille gehörenden HMS H44 und am 16. Oktober 1936 zum Lieutenant-Commander befördert. Daraufhin absolvierte er zwischen Januar und Juli 1937 einen Stabslehrgang am Royal Naval College „HMS President“ in Greenwich und fand vom 1. Januar bis Oktober 1938 Verwendung als Operationsstabsoffizier in der zur China Station gehörenden 4. U-Boot-Flottille (4th Submarine Flotilla). Danach war er dort zwischen Dezember 1938 und Februar 1939 erst Kommandant des U-Bootes HMS Regulus sowie vom 22. März 1939 bis April 1940 Kommandant des U-Bootes HMS Rainbow.

### Zweiter Weltkrieg

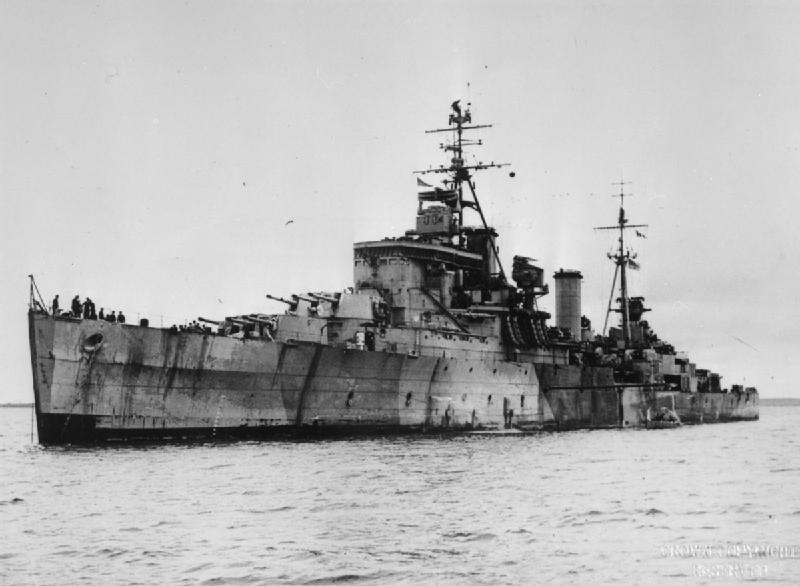
Zum Ende des Zweiten Weltkrieges fungierte Commander David Luce zwischen August 1944 und Juli 1945 als Erster Offizier des zur Pazifikflotte (British Pacific Fleet) gehörenden Leichten Kreuzers HMS Swiftsure.

Während des Zweiten Weltkrieges fungierte er zwischen dem 14. Juni 1940 und Februar 1941 als Kommandant des U-Bootes HMS Cachalot. Für seine herausragenden Verdienste bei verschiedenen Patrouillenfahrten wurde ihm am 12. November 1940 der  Distinguished Service Order (DSO) verliehen. Er erhielt ferner während dieser Verwendung am 31. Dezember 1940 seine Beförderung zum Commander. Er war im Anschluss von März bis Dezember 1941 Offizier in der Planungsabteilung der Admiralität sowie danach Planungsoffizier von Marinekampfeinsätzen im Stab des Marineberaters im Hauptquartier für gemeinsame Operationen COHQ (Combined Operations Headquarters). Für seine Beteiligung an der Operation Jubilee, der am 19. August 1942 durchgeführten Landungsoperation der Westalliierten gegen den Hafen von Dieppe im deutsch besetzten Nordfrankreich, wurde ihm am 2. Oktober 1942 das Offizierskreuz des Order of the British Empire (OBE) verliehen. Danach folgten verschiedene Verwendungen im Headquarters Naval Commander Force „J“ Landing Craft Base, der sogenannten HMS Vectris. Dort war er an den Vorbereitungen für die Operation Overlord sowie die Operation Neptune beteiligt, die Landung der Alliierten in der Normandie im Zeitraum vom 6. Juni bis 25. August 1944.
Zu Beginn der Landungen wurde David Luce im Juni 1944 Leitender Stabsoffizier beim Marinekommandeur der Einsatzkräfte Ost (Naval Commander Eastern Task Force) im Obersten Hauptquartier der Alliierten Expeditionsstreitkräfte SHAEF (Supreme Headquarters Allied Expeditionary Force) und verblieb in dieser Funktion bis August 1944. Für seine Verdienste bei der Operation Neptune wurde ihm mit Wirkung vom 14. November 1944 eine Wiederholungsspange (Bar) zum Distinguished Service Order verliehen. Im Anschluss war er zwischen dem 27. August 1944 und Juli 1945 Erster Offizier des zur Pazifikflotte (British Pacific Fleet) gehörenden Leichten Kreuzers HMS Swiftsure.

### Nachkriegszeit, Koreakrieg und Aufstieg zum Flaggoffizier

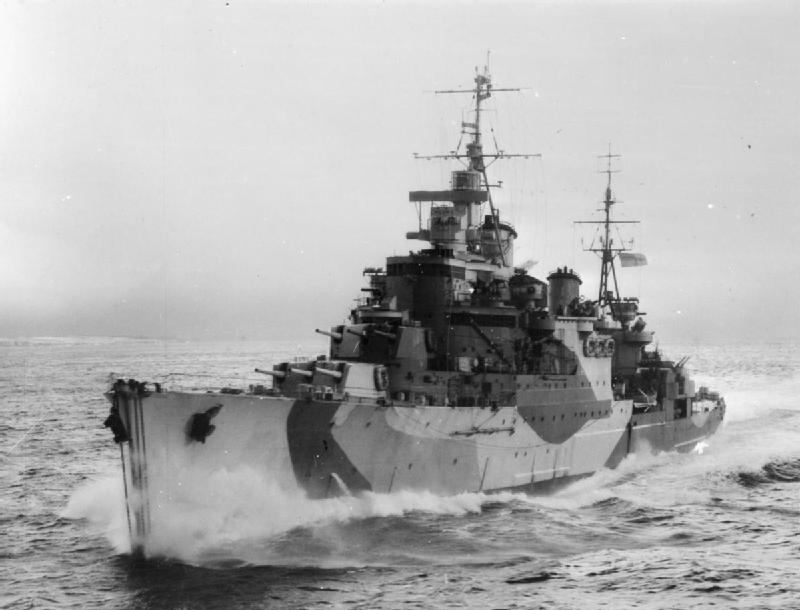
Captain David Luce war von April 1952 bis Januar 1953 Kommandant des Leichten Kreuzers Birmingham und kam mit diesem zum Einsatz im Koreakrieg.

Nach Ende des Zweiten Weltkrieges wurde David Luce am 30. Juni 1945 zum Captain befördert und übernahm zwischen dem 1. Dezember 1945 und April 1946 den Posten als Assistierender Chef des Stabes für Operation und Planung beim Oberkommandierenden der Pazifikflotte auf dem Marinestützpunkt HMS Tamar in Hongkong. Im Anschluss folgte vom 26. September 1946 bis 1948 eine Verwendung bei den Marinefliegern (Fleet Air Arm) als Kommandant des Marinefliegerstützpunktes RN Air Station „HMS Peregrine“ in Ford sowie zwischen Juli und Dezember 1948 als Kommandant des Marinefliegerstützpunktes RN Air Station „HMS Daedalus“ in Lee-on-the-Solent. Daraufhin war er vom 8. Dezember 1948 bis 1951 stellvertretender Direktor der Planungsabteilung in der Admiralität sowie zwischen April 1951 und April 1952 Kommandant des Leichten Kreuzers Liverpool, ehe er von April 1952 bis Januar 1953 Kommandant des Leichten Kreuzers Birmingham war. Er kam mit diesem zum Einsatz im Koreakrieg und wurde für seine dortigen Verdienste am 19. Mai 1953 im Kriegsbericht erwähnt (Mentioned in dispatches).
Daraufhin bekleidete der zwischen dem 10. März 1953 und Juli 1954 das Amt als Direktor des Royal Naval Staff College „HMS President“ in Greenwich und übernahm im Anschluss am 23. August 1954 von Konteradmiral Richard Onslow den Posten als Marinesekretär der Admiralität (Naval Secretary), den er bis zu seiner Ablösung durch Konteradmiral Alastair Ewing im August 1954 bekleidete. Während dieser Verwendung wurde er am 7. Januar 1955 ebenfalls zum Konteradmiral (Rear-Admiral) befördert. In dieser Zeit wurde ihm bei deren Staatsbesuchen im Oktober 1955 vom Staatspräsidenten von Portugal Francisco Craveiro Lopes die Würde eines Großoffiziers des Ritterorden von Avis (Ordem de Militar Avis) sowie 1956 vom König des Irak Faisal II. der „Orden der zwei Flüsse“ (Wisam Al Rafidain) dritter Klasse verliehen.
Luce war vom zwischen dem 30. August 1956 und dem 28. Juli 1958 Kommandeur der Flottillen der Heimatflotte (Flag Officer, Flotillas, Home Fleet) mit dem Leichten Kreuzer HMS Kenya als Flaggschiff. Er wurde zum 1. Januar 1957 zum Companion des Order of the Bath (CB) erhoben sowie mit Wirkung zum 31. Januar 1958 zum Vizeadmiral (Vice-Admiral) befördert. Danach löste er am 28. Juli 1958 Vizeadmiral John Cuthbert als Kommandeur der Seestreitkräfte in Schottland und Nordirland (Flag Officer, Scotland and Northern Ireland) im Marinestützpunkt HMS Cochrane in Donibristle House ab. Er verblieb in dieser Verwendung bis Dezember 1959 und wurde daraufhin von Vizeadmiral Royston Wright abgelöst. Er wurde am 1. Januar 1960 zum Knight Commander des Order of the Bath (KCB) geschlagen und führte seither den Namenszusatz „Sir“.

### Erster Seelord und Admiral of the Fleet
Am 28. April 1960 übernahm Vizeadmiral Luce von Vizeadmiral Gerald Gladstone den Posten als Oberkommandierender der Fernostflotte (Commander-in-Chief, Far Eastern Fleet) im Marinestützpunkt „HMS Terror“ in Sembawang in Singapur und hatte diesen Posten bis zu seiner Ablösung durch Vizeadmiral Desmond Dreyer am 6. November 1962 inne. In dieser Funktion erfolgte am 22. August 1960 auch seine Beförderung zum Admiral. Danach wurde er im November 1962 erster Oberkommandierender der neu geschaffenen britischen Streitkräfte im Fernen Osten (Commander-in-Chief, Far East Command) und war bis zu seiner Ablösung durch Admiral Varyl Begg im März 1963 zugleich Militärischer Berater der Southeast Asia Treaty Organization (SEATO).
Zuletzt wurde Admiral Luce am 6. August 1963 Nachfolger von Admiral of the Fleet Caspar John als Erster Seelord (First Sea Lord) sowie zugleich als Chef des Marinestabes (Chief of the Naval Staff). Am 8. Juni 1963 wurde er ferner zum Knight Grand Cross des Order of the Bath (GCB) erhoben. Am 15. März 1966 trat er zusammen mit dem Staatsminister für die Marine (Minister of State for the Navy) Christopher Mayhew von seinen Ämtern als Erster Seelord und Chef des Marinestabes zurück, nachdem die Regierung von Premierminister Harold Wilson und dessen Verteidigungsminister Denis Healey entschieden hatte, den Bestand der britischen Luftstreitkräfte (Royal Air Force) von Trägerflugzeugen hin zu landgestützten Flugzeugen zu verlagern und das CAV-01-Flugzeugträger-Programm zu beenden. Er schied zugleich aus dem aktiven Militärdienst aus und trat in den Ruhestand, woraufhin im März 1966 abermals Admiral Varyl Begg sein Nachfolger als Erster Seelord und Chef des Marinestabes wurde. Am 3. Januar 1969 wurde er auch Knight des Order of Saint John (KStJ).
Admiral Begg war seit 1935 mit Mary Adelaide Norah Whitham verheiratet und Vater zweier Söhne. Er verstarb am 6. Januar 1971 im Pflegeheim Lansdown Nursing Home in Bath.